# Culture de Tlatilco

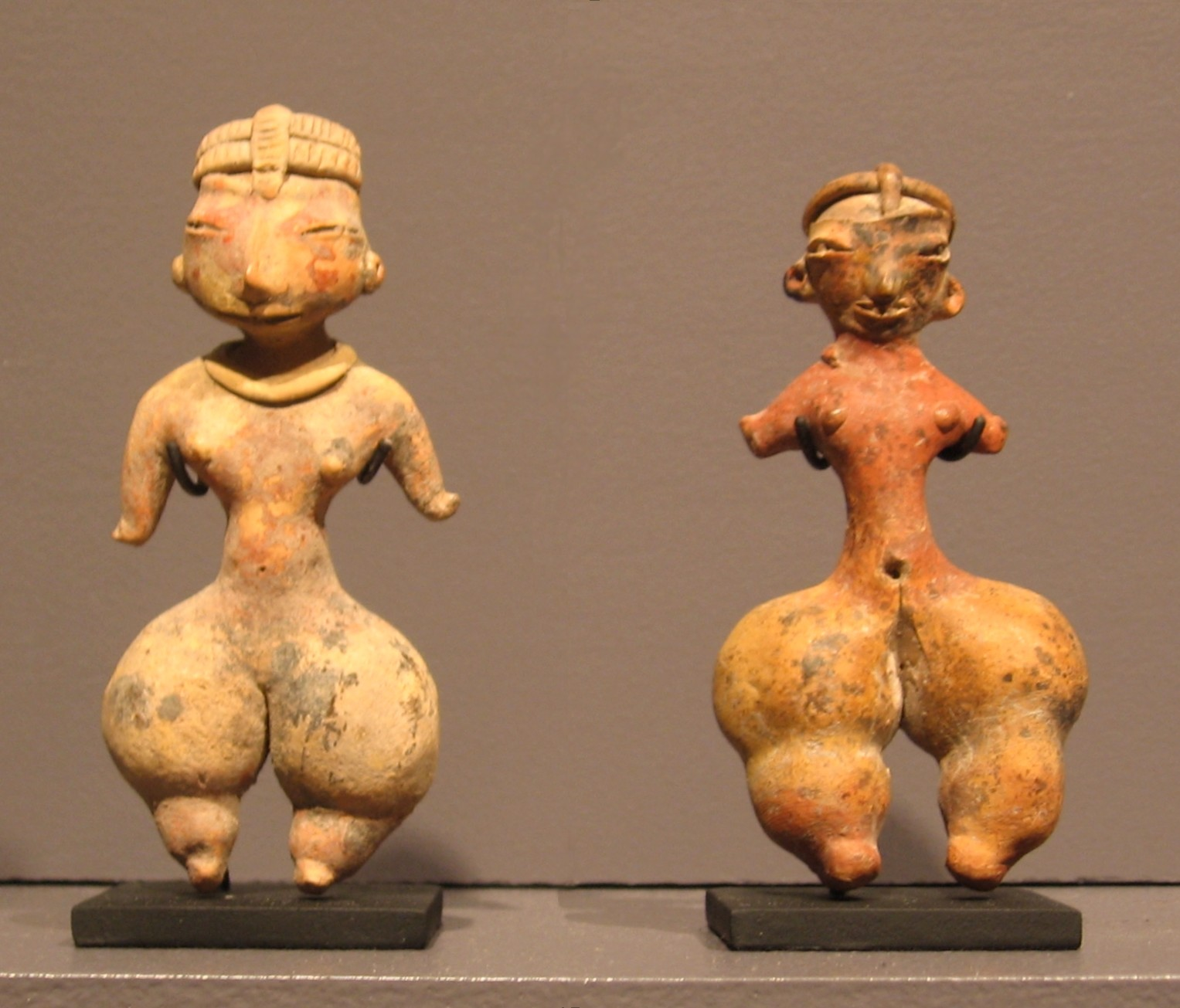
Deux figurines de Tlatilco, datées de la phase Manantial, 1000 à 800 av. J.-C.

La culture de Tlatilco est une culture qui a été florissante dans la vallée de Mexico entre les années 1250 et 800 av. J.-C., au cours de la période préclassique ancienne en Mésoamérique. Tlatilco, Tlapacoya, et Coapexco étaient les principaux sites de la culture de Tlatilco. 
La culture de Tlatilco témoigne d’une augmentation marquée de la spécialisation par rapport aux cultures antérieures, y compris d'autres modèles d’organisation complexes, avec des professions spécialisées, et des structures sociales stratifiées. En particulier, le développement des sièges de chefferie à Tlatilco et Tlapacoya est une caractéristique déterminante de la culture de Tlatilco.
Cette période a également vu une augmentation significative du commerce à longue distance, en particulier du minerai de fer, l'obsidienne, et des pierres vertes, commerce qui a probablement facilité l'influence olmèque au sein de cette culture, et peut expliquer la découverte de poteries de style Tlatilco près de Cuautla, à 90 km au sud

## Caractéristiques de la culture de Tlatilco

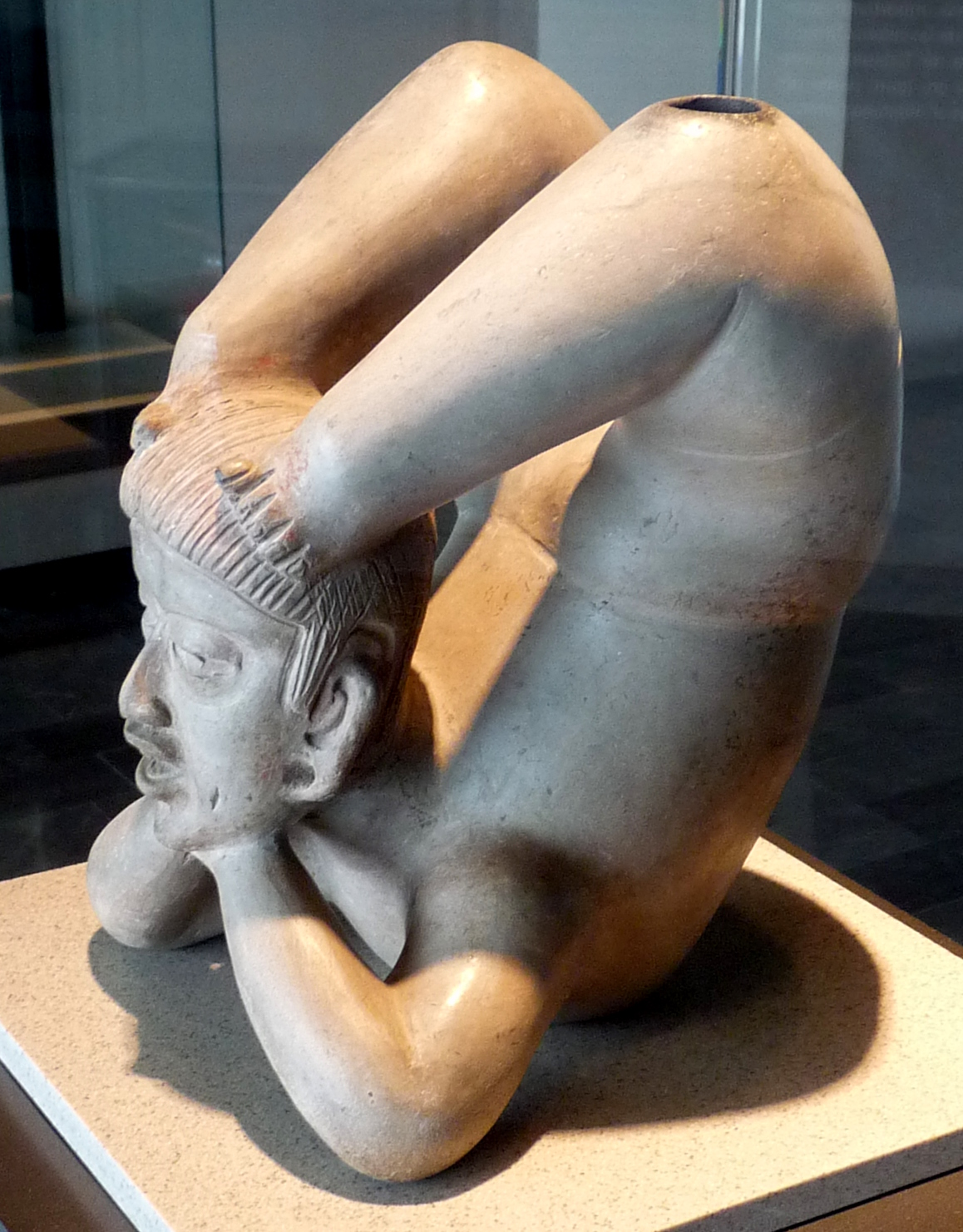
L’ "Acrobate", figurine en céramique de Tlatilco, datée de 1200 – 900 av. J.-C. Le genou gauche de cette poterie présente un orifice pour verser le liquide.

Sur le plan archéologique, l'avènement de la culture de Tlatilco se caractérise par une large diffusion des conventions artistiques, pour les poteries et les céramiques connues sous le nom de premier Horizon (également connu sous le nom d’Horizon olmèque ou de San Lorenzo), la plus ancienne période archéologique de Mésoamérique.
Plus précisément, la culture de Tlatilco est définie par la présence de :
- céramiques à la fois rituelles et utilitaires ;
- figurines animales et humaines rendues d'une manière un peu stylisée ;
- masques d'argile et autres objets rituels exotiques ;
- sépultures élaborées avec des offrandes funéraires ;
- décorations de style Olmèque, pour les motifs, les dessins, et les figurines comme les figurines olmèques à "face de bébé" ou les hommes costumés en style pilli.

L'influence olmèque est indubitable. Une étude des tombes de Tlatilco met en évidence le fait que les objets de style olmèque ont été "omniprésents" dans les premières sépultures de statut moyen-supérieur, mais ne sont pas liées à la richesse. Autrement dit, aucune corrélation n'a été trouvée entre les marqueurs de prestige et les objets de style olmèque et, bien qu’un plus grand nombre d'objets de style olmèque aient été trouvés dans les tombes les plus riches, ils constituaient un pourcentage très faible du mobilier funéraire.

## Phases successives
Christine Niederberger Betton, dans son étude archéologique de 1987 sur les caractéristiques de la vallée de Mexico, a identifié deux phases dans la culture de Tlatilco : 
- Phase Ayotla (Coapexco), de 1250 à 1000 av. J.-C. ;
- Phase Manantial, de 1000 à 800 av. J.-C.[6].

Les artefacts de style olmèques apparaissent soudainement en abondance, généralisés dans les couches archéologiques du début de la phase Ayotla (Coapexco).
Cependant à la fin de l’Ayotla, autour de 1000 av. J.-C., est apparu un autre changement brutal dans la céramique : les figurines d'hommes costumés cèdent la place aux figurines de femmes nues, et l'iconographie inspirée des olmèques évolue vers un aspect plus local, modifications susceptibles de refléter un changement des idées et des pratiques religieuses. 
En 800 av. J.-C., les caractéristiques de la culture de Tlatilco disparaissent des couches archéologiques. En 700 av. J.-C., Cuicuilco était devenue la ville la plus dynamique de la vallée de Mexico, éclipsant Tlatilco et Tlapacoya. 

## Notes

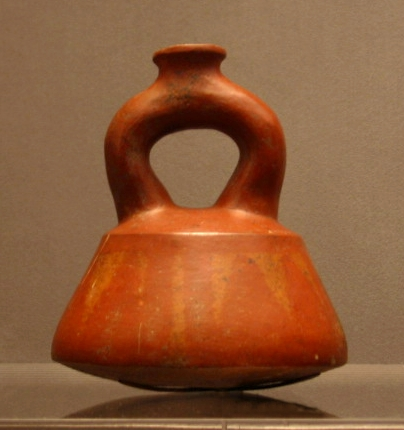
Habituellement associé aux Incas, ce pot à étrier provient de Tlatilco, 1100 à 800 av. J.-C.

## Galerie

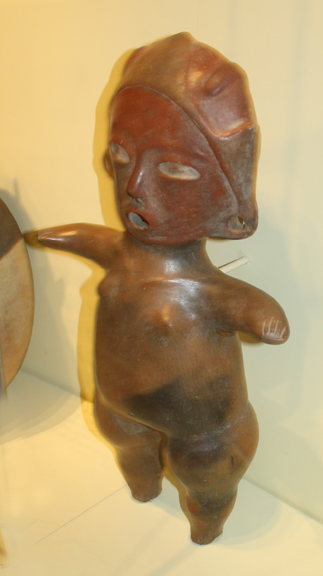
Figurine humaine
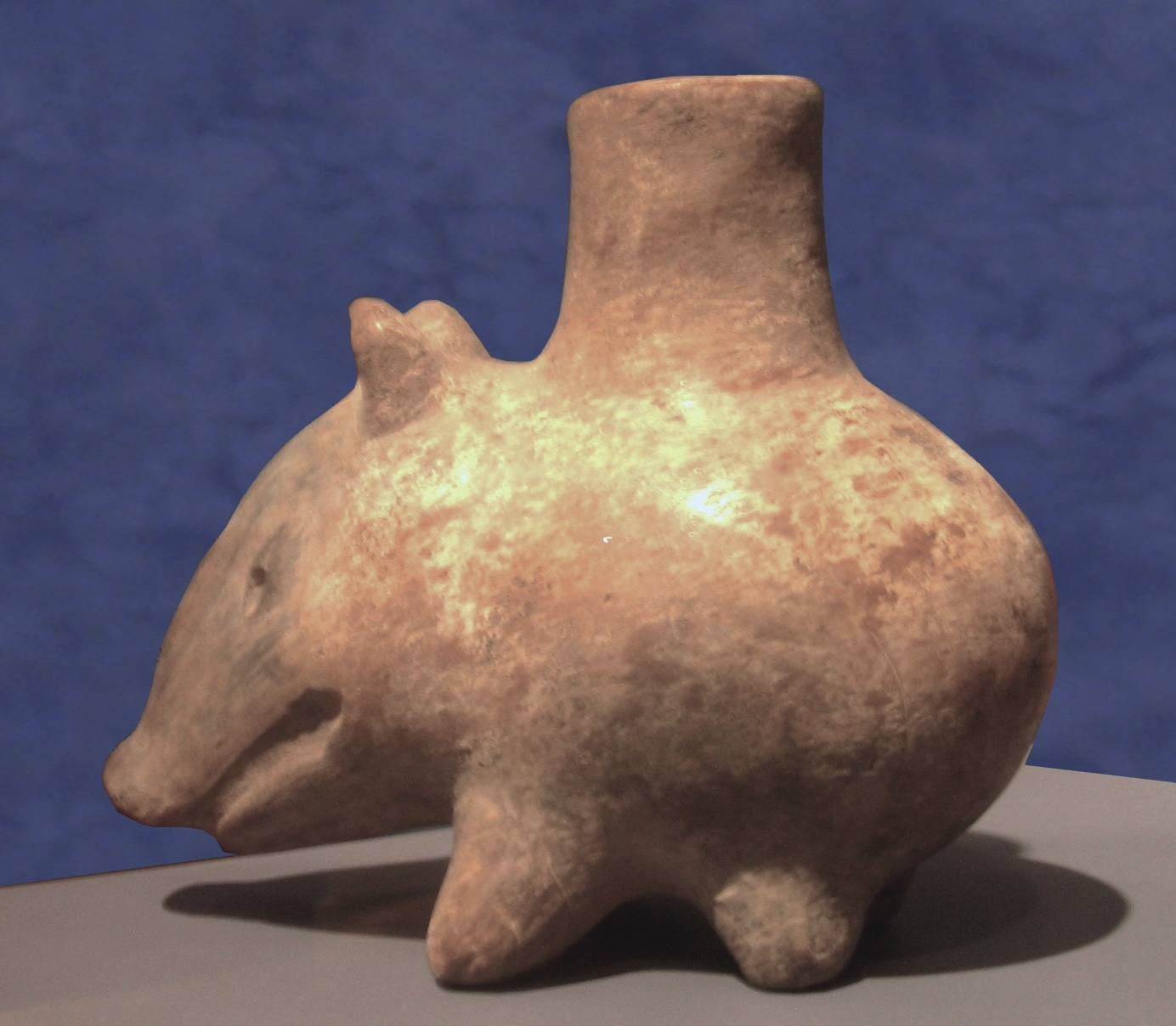
Figurine pécari
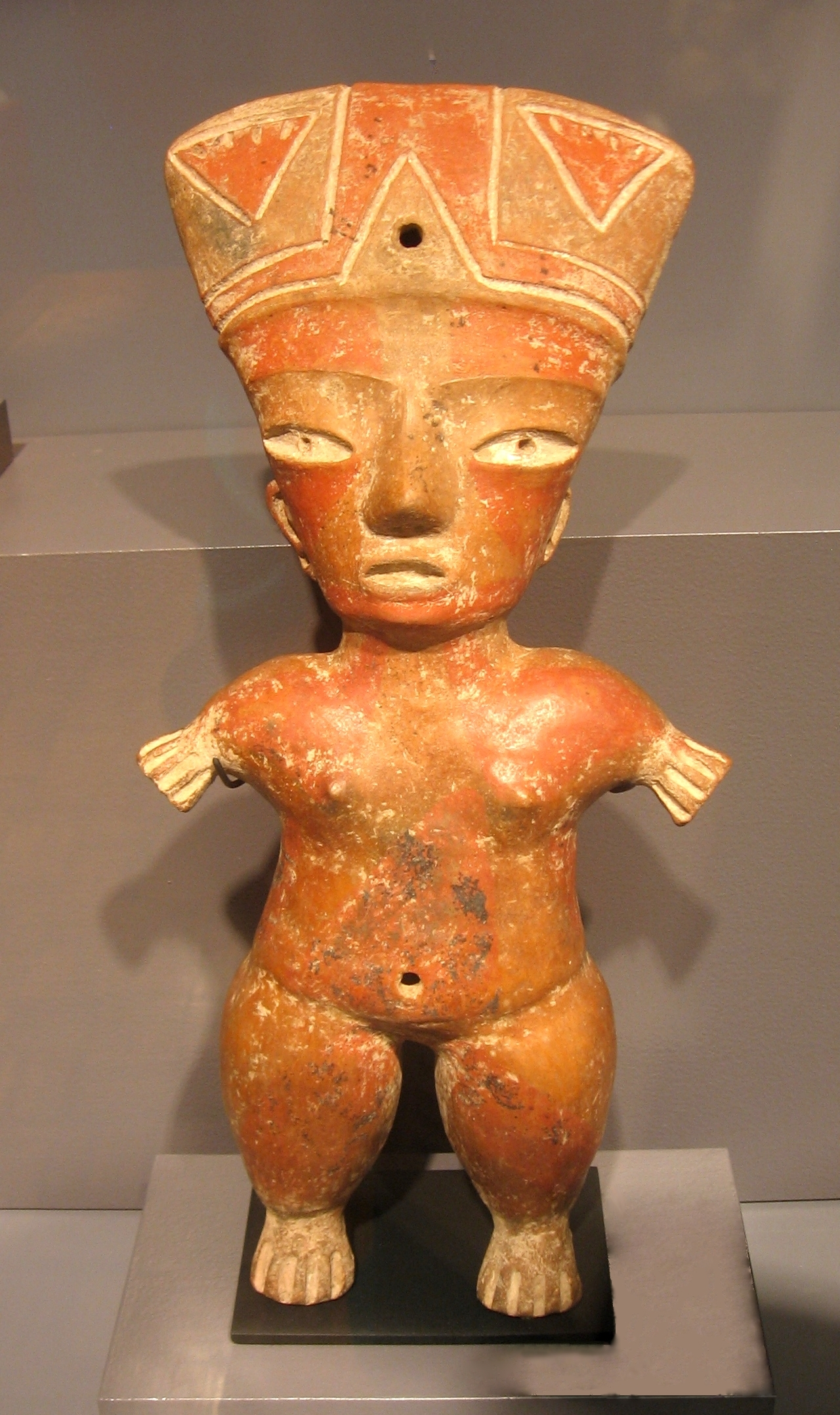
Figurine humaine
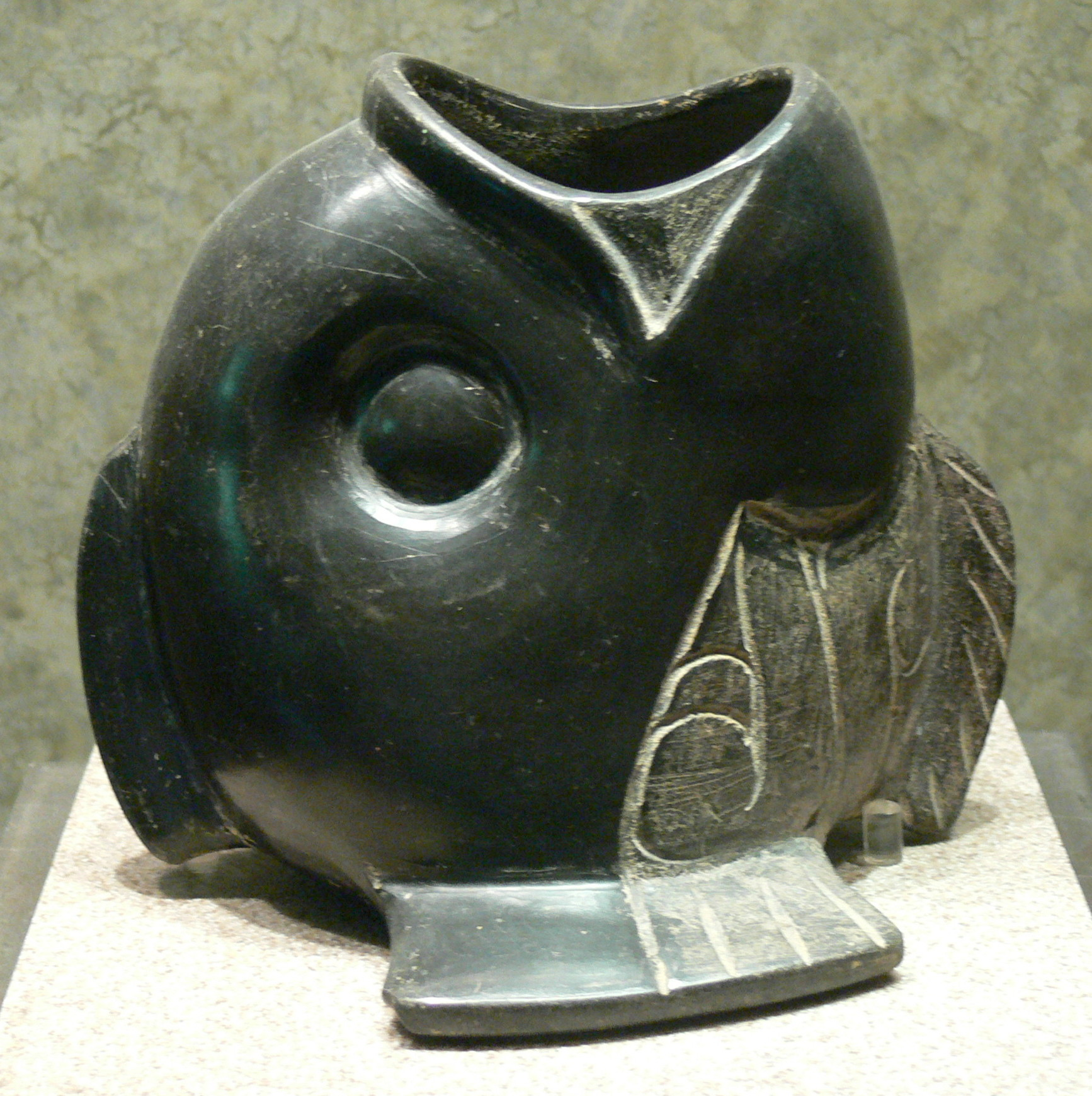
Figurine poisson